# Smicridea pseudolobata
Smicridea pseudolobata är en nattsländeart som beskrevs av Oliver S. Flint Jr. 1978. Smicridea pseudolobata ingår i släktet Smicridea och familjen ryssjenattsländor. Inga underarter finns listade i Catalogue of Life.